# 湯馬斯山
湯馬斯山（英語：Mount Thomas）是南極洲的山峰，處於希克斯山以北13公里，屬於查爾斯王子山脈的一部分，在1960年根據澳大利亞探險隊拍攝的空中照片繪入地圖，現時由南極條約體系管理。